# Ústí (Vysočina)
Ústí é uma comuna checa localizada na região de Vysočina, distrito de Jihlava.